# 买买提·艾山
买买提·艾山（1949年—），维吾尔族，中国人民解放军少将、第十一届全国政协委员。
加入中国共产党，担任新疆军区副政治委员。2008年，当选第十一届全国政协委员，代表少数民族界，分入第四十九组。并担任民族和宗教委员会专委。